# Бродхёрст, Эми
Эми Бродхёрст (ирл. и англ. Amy Broadhurst; род. 17 марта 1997 года) — ирландская боксёрша. Чемпионка мира 2022 года. Бронзовый призёр чемпионата Европы 2019 года.

## Любительская карьера
Начала заниматься боксом в 2004 году, тренировал ее отец Тони Бродхёрст в боксерском клубе Дандалк. Позже они переехали в английский клуб бокса Ислингтон. Ее братья Пол и Стивен тоже боксеры-любители. Эми Бродхёрст является рекордсменкой с 17 чемпионскими титулами. В 2018 году стала первой взрослой чемпионкой Англии.
На чемпионате мира 2018 года, который проходил в Индии, в категории до 64 кг она уступила в четвертьфинале спортсменке из Индии Симранжит Батт.
На Чемпионате Европы по боксу в Испании в 2019 году в весовой категории до 60 кг она сумела добраться до полуфинального поединка, в котором уступила титулованной сопернице из Финляндии Мире Потконен и стала бронзовым призёром чемпионата Европы.
В Улан-Удэ, на мировом чемпионате 2019 года, она выступила в весовой категории до 60 кг, дошла до четвертьфинала, в котором вновь уступила финской спортсменке Мире Потконен.